# James Tupper
Pour les articles homonymes, voir Tupper.
 (août 2022).
Si vous disposez d'ouvrages ou d'articles de référence ou si vous connaissez des sites web de qualité traitant du thème abordé ici, merci de compléter l'article en donnant les références utiles à sa vérifiabilité et en les liant à la section « Notes et références ».
James Tupper, né le 4 août 1965 à Dartmouth (Nouvelle-Écosse) au Canada, est un acteur canadien.

## Biographie
Pendant ses études, James Howard Tupper passe un an dans une famille en Afrique de l'Est, près du Kenya, grâce à un programme d'échange.
Il rentre au Canada et y suit des cours d'art dramatique à Montréal. Il part à New York.
En plus d'être acteur, James co-crée et écrit le film Loudmouth Soup, tourné en une nuit. Il joue également dans des pièces de théâtre et fait les guest dans des séries télévisées.
En 2010, il joue le rôle du docteur Chris Sands dans Mercy Hospital.
De 2011 à 2015, il incarne David Clarke dans la série Revenge.

## Vie privée
En 2001, il épouse Kate Mayfield, une romancière et scénariste, dont il se sépare en 2006. En 2007, il est en couple avec Anne Heche avec laquelle il a eu un enfant prénommé Atlas Heche. Ils se séparent en 2018.

## Filmographie

### Cinéma
- 2001 : Peroxide Passion : Jed
- 2001 : Joe La Crasse (Joe Dirt) : Un policier au pont
- 2001 : Corky Romano : Un agent du FBI
- 2005 : Loudmouth Soup : Keith Miller
- 2006 : Love's Adibing Joy : Henry Klein
- 2006 : Invisible : Joe
- 2008 : Orson Welles et Moi (Me and Orson Welles) : Joseph Cotten
- 2008 : For Heaven's Sake : Peter Whitman
- 2008 : Toxic Skies : Jack Bowen
- 2011 : Monsieur Popper et ses pingouins (Mr. Popper's Penguins) : Rick
- 2012 : Love Coach : Matt
- 2013 : Capitaine Phillips : négociateur
- 2013 : Decoding Annie Parker : Steve
- 2013 : Nothing Left to Fear : Dan
- 2016 : Gringos : Ben Rhodes

### Courts métrages
- 2013 : Sticks and Stones : Jeff
- 2016 : FuN ? : Stanley Jones

### Télévision

#### Séries télévisées
- 2000 : Sarah : Kedrick
- 2005 : Gilmore Girls : Biker
- 2005 : Les Experts : Manhattan : Paul Zernecky
- 2005 : How I Met Your Mother : Derek
- 2006 : Dr Vegas : Un ambulancier
- 2006 : Men in Trees : Leçons de séduction : Jack
- 2008 : Samantha qui ? : Owen
- 2009 : The Ex List : Dan
- 2009 : Mercy Hospital : Dr Chris Sands
- 2010 - 2011 : Grey's Anatomy : Dr Andrew Perkins
- 2011 - 2015 : Revenge : David Clarke
- 2014 : Resurrection : Dr Eric Ward
- 2016 : Aftermath : Joshua Copeland
- 2017 : Big Little Lies : Nathan Carlson
- 2018 : The Brave : Alex Hoffman
- 2020 : The Hardy Boys : Fenton Hardy (saison 1)

#### Téléfilms
- 2005 : Le voyage d'une vie (Love's Long Journey) : Henry
- 2007 : Dessine-moi une famille Pictures of Hollis Woods) : John Regan
- 2009 : The Gambler, the Girl and the Gunslinger : BJ Stoker
- 2011 : Le Combat de ma fille (Girl Fight) : Ray
- 2013 : Secrets Lives of Husbands and Wives : Richard Deaver
- 2014 : Bonne fête Maman ! (Mom's Day Away) : Michael Miller
- 2016 : Douce Audrina : l'enfant sans passé (My Sweet Audrina) de Mike Rohl : Damian Jonathan Adare
- 2017 : Les mystères d'Emma Fielding: le trésor oublié : Special Agent Jim Connor
- 2018 : Past Malice: An Emma Fielding Mystery : Special Agent Jim Connor